# Karel Milota
Karel Milota, vlastním jménem Karel Hroch, (16. září 1937 Praha – 30. dubna 2002 Praha) byl český spisovatel, básník, prozaik a překladatel.

## Život
Odmaturoval roku 1957, poté se z politických důvodů nedostal na vysokou školu, proto nastoupil jako referent na ředitelství silnic. Roku 1964 mohl začít studovat na Filosofické fakultě UK (anglistiku a bohemistiku), kterou absolvoval v roce 1969.
V šedesátých letech přispíval do několika časopisů: Tvář, Sešity, Plamen. Z ruštiny přeložil např. knihu Džbány paměti Anatolije Marijengofa.
Od roku 1983 manžel spisovatelky a literární teoretičky Daniely Hodrové.

## Dílo
Milotova poezie vychází z permutačních technik, které do české literatury uvedl Jiří Kolář a rozvíjel například Miroslav Holub anebo Emil Juliš. Báseň je tak "dopředu vytvořena" na základě algorytmického prostřídávání prvků a výrazů dosazovaných do často neměnného větného rámce. Milotovy verše jsou však na rozdíl od výše jmenovaných vždy zatěžkány specifickou až romantizující metaforikou, tíživými či filosofickými obsahy, které je vzdalují pouhé hře se slovy. Ve své druhé sbírce Milota permutační techniku zčásti opouští a píše například básně navazující na poetiku michnovské barokní poezie, případně verše bez zjevné kompoziční techniky.
Ve svých povídkách, novelách a románech navazoval Milota na francouzský nový román, který vsazoval jednak do reality socialistického Československa, jednak jej obohacoval o fantaskní a historizující prvky. Řada jeho próz je specifická zasazením do konkrétních míst často malých měst Česka, jejichž dopodrobna popisovaná topografie nabývá pro popisované děje symbolického charakteru.
- Noc zrcadel, 1981/2005, sbírka povídek a novel
- Sud, 1993, román
- Ďáblův dům, 1994, sbírka povídek
- Antilogie, aneb, Protisloví, 1995, básnická sbírka
- Gregor, 1999, básnická sbírka
- Vzorec řeči, 2016, kompletní soubor kritického, literárně-historického a esejistického díla
- Královo Pole, 2021, výbor z básní
- Hora: neznámé prózy, Fra, 2023, svazek obsahuje stejnojmenný román napsaný již v 60. letech a přepracovaný v 90. letech, prózy Pohřeb a Symfonie v modré a fragmenty románů Moller a Oblouk.